# Samsung F480 Tocco
Samsung SGH-F480 (продаваемый как Tocco во многих англоязычных странах, или Player Style во Франции) - мобильный телефон с сенсорным экраном, анонсированный в феврале 2008 года и выпущенный в мае 2008 года компанией Samsung Mobile. . F480 доступен у операторов мобильной связи Orange, T-Mobile, Hutchison 3G, Virgin Mobile, Telstra, Optus и O2 как по контракту, так и по предоплате. Также доступны модели без SIM-блокировки. Он выпускается в трех цветах: черном, розовом и золотом. На азиатских рынках он продавался под номером модели SGH-488. В США продавался Samsung T919 Behold, который в основном такой же, но имеет 3,0-дюймовый дисплей, акселерометр и поддержку GPS.

## Функции
В устройствах используется 2,8 ″ (7,1 см) сенсорный TFT-дисплей, способный отображать 256 000 цветов. В программном обеспечении используется фирменный "TouchWiz" от Samsung, который был создан как замена предыдущему "Croix UI", который появился на таких телефонах, как F700. Устройство имеет тонкий и компактный дизайн с металлической задней и боковыми сторонами. По сравнению с F490, представленным в то же время, F480 лишен 3,5 мм разъема для наушников и имеет меньшие размеры..
Телефон работает в стандартах GSM и EDGE в диапазонах 900, 1800 и 1900 МГц. F480 поддерживает 3G HSDPA данные со скоростью 7,2 мегабита в секунду в диапазоне 850 МГц. Он предлагает WAP 2.0-совместимый веб-браузер и использует MIDP 2.0 в качестве платформы поддержки Java. Это позволяет установить браузер Opera Mini, который является более современным и продвинутым, чем родной браузер. Последний по-прежнему хорош для быстрого доступа к мобильному Интернету.
Телефон оснащен 5-мегапиксельной камерой со светодиодной вспышкой, автофокусом, распознавания лиц, режимом улыбки, 4-кратным цифровым зумом и возможностью записи видео. Она позволяет редактировать фотографии и видео, а также добавлять эффекты к фотографиям. Устройство также содержит программное обеспечение для распознавания музыки.  С обновленной прошивкой устройство поддерживает 16-гигабайтные карты microSD. Включена поддержка Bluetooth.
В F480 используется 1 000 mAh литий-ионный аккумулятор, который обеспечивает до трех часов работы в режиме разговора или 250 часов в режиме ожидания.

## Прием
Модель F480 Tocco имела значительный успех для Samsung. Samsung утверждает, что F480 Tocco стал самым продаваемым контрактным мобильным телефоном в Великобритании во втором квартале 2008 года..
Немного улучшенная версия под названием SGH-F480i была представлена в феврале 2009 года. Другие устройства также были выпущены под именем Tocco: бюджетный Samsung S5230 ("Tocco Lite" или "Star") и сенсорный Samsung S8300 ("Tocco Ultra" или "UltraTOUCH").

## Связанные страницы
- LG Cookie
- Samsung T919 Behold
- Samsung i900 Omnia
- Sony Ericsson C902
- Nokia 5800 XpressMusic
- Samsung U900 Soul
- Samsung P520 Giorgio Armani
- Samsung S8000 Jet